# ニウアフォプレート

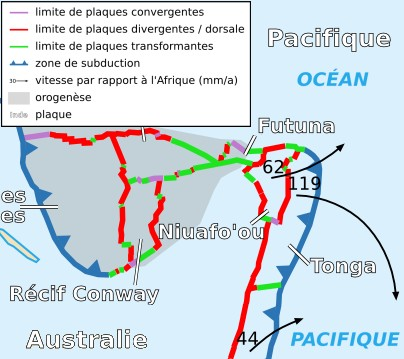
ニウアフォプレート

ニウアフォプレート(Niuafo'ou Plate（英語）)は、トンガ諸島の西側に位置する小規模なプレートである。北の太平洋プレート、不安定な東のトンガプレートおよび西のオーストラリアプレートに挟まれている。主として収束型境界に囲まれている。このプレートには活断層が多く存在し、地震が多発している。